# 都江镇
都江镇，是中华人民共和国贵州省黔南布依族苗族自治州三都水族自治县下辖的一个乡镇级行政单位。
2014年8月7日，贵州省人民政府批复同意三都水族自治县乡镇行政区划调整，新设置的都江镇辖原都江镇、打鱼乡、坝街乡、巫不乡、羊福乡，镇人民政府驻上江村。

## 行政区划
都江镇下辖以下地区：
上江村、怎雷村、柳排村、小脑村、甲找村、甲雄村、千秋村、塔石村、交德村、摆鸟村、里基村、柳叠村、大坝村、控抗村、打鱼村、平甲村、打略村、巫捞村、岩捞村、来术村、盖赖村、排抱村、河坝村、排怪村、坝街村、羊瓮村、坝辉村、光明村、中明村、高坪村、达荣村、羊甲村、小昔村、排外村、孔荣村、里勇村、大脑村、高尧村、尧排村、怎雅村、坝街乡和打鱼乡。

## 中国传统村落
2012年，坝辉村、怎雷村被评为首批“中国传统村落”。